# Funcție de excitație

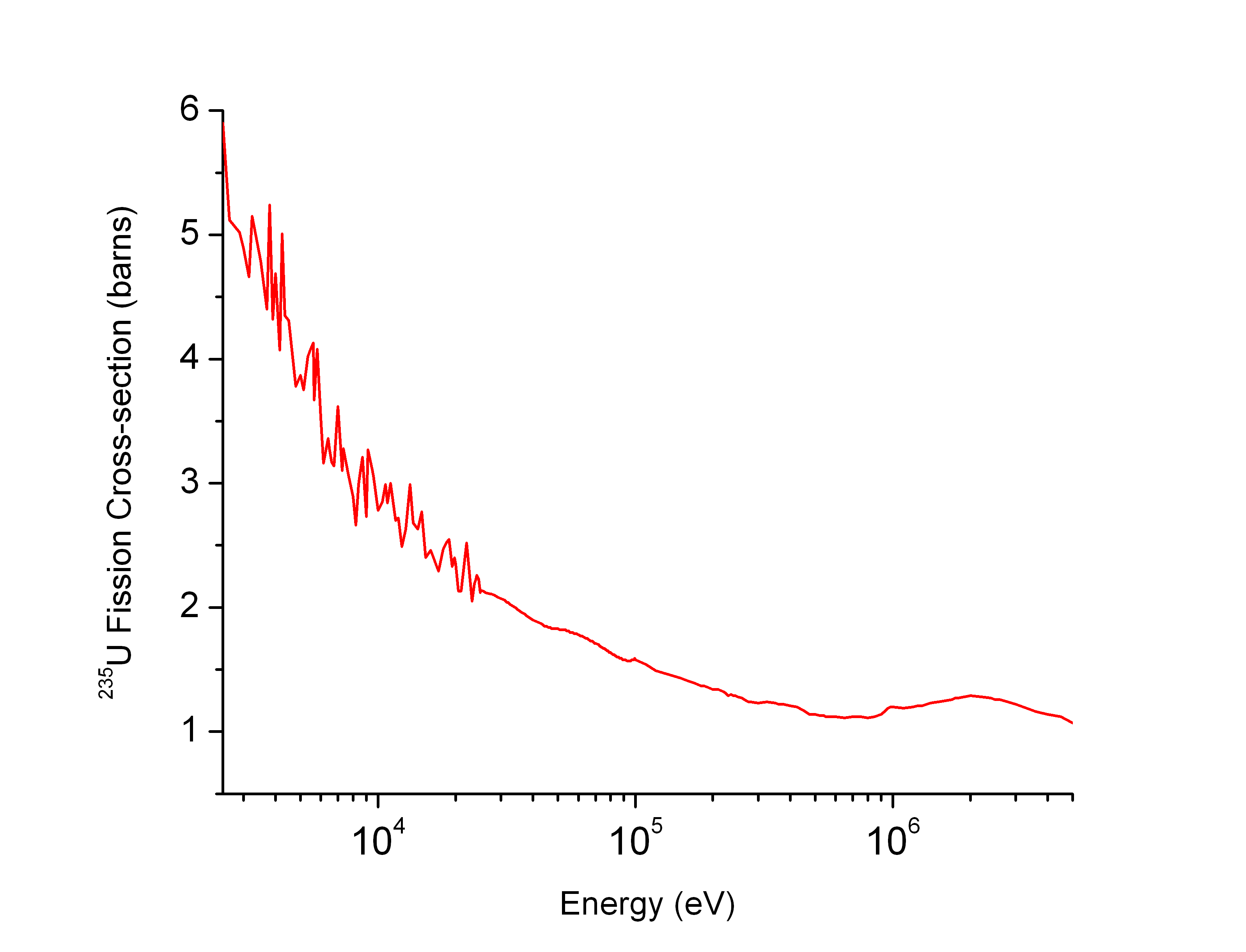
Uraniu-235 tinde să captureze neutroni datorită rezonanțelor multiple

Funcția de excitație este un termen folosit în fizica nucleară pentru a descrie o reprezentare grafică a randamentului unui radionuclid sau canal de reacție în funcție de energia proiectilului de bombardament sau de energia de excitație calculată a nucleului compus. 
Funcția de excitație se aseamănă de obicei cu o curbă de tip clopot Gauss. Matematic, este descrisă ca o funcție Breit-Wigner, datorită naturii rezonante a producției nucleului compus.
O reacție nucleară ar trebui descrisă printr-un studiu complet al funcțiilor de excitație a canalului de ieșire (1n,2n,3n etc.) pentru a permite a determinarea energiei optime ce trebuie folosită pentru a maximiza randamentul.